# Bó nép
A bó nép kihalt ázsiai nép, amely a mai Délnyugat-Kína területén élt. A történelem keveset tud róluk, napjainkban kezdődött meg az eredetük és kultúrájuk feltárását célzó kutatás.
A bók Szecsuan és Jünnan tartományokban éltek. A kínai krónikákból mindössze utalások vannak róluk és jellegzetes temetkezési szokásaikról, leginkább a leigázásuk történetét mondják el, mely a Ming-dinasztia idején következett be. 
A bók halottaikat fakoporsókba helyezték és a koporsókat meredek sziklafalakra tették fel. Ez bizonyítja, hogy mennyire nagy tisztelettel adóztak halottaiknak. Ezeknek a koporsóknak a többségét ma is megtalálni Yunnanban és Szecsuanban, de elérni szinte lehetetlen.
Néhány feltárt koporsóból lehet következtetni a bók temetkezéséről. A koporsók namufából készültek, a legkorábbiak durva kidolgozásúak és hajlított fedelűek, viszont egy fiatalabb koporsónál a kimunkáltság sokkal precízebb, finomabb. A súlyuk mintegy két és negyed mázsát nyom, amiket az embereknek fel kellett cipelniük a meredek sziklára. Hogy miként tették meg mindezt, arról egyelőre csupán feltételezések vannak. A krónikák nem adnak leírást a szertartásról, míg a környék mondái szerint a bó nép tudott repülni.

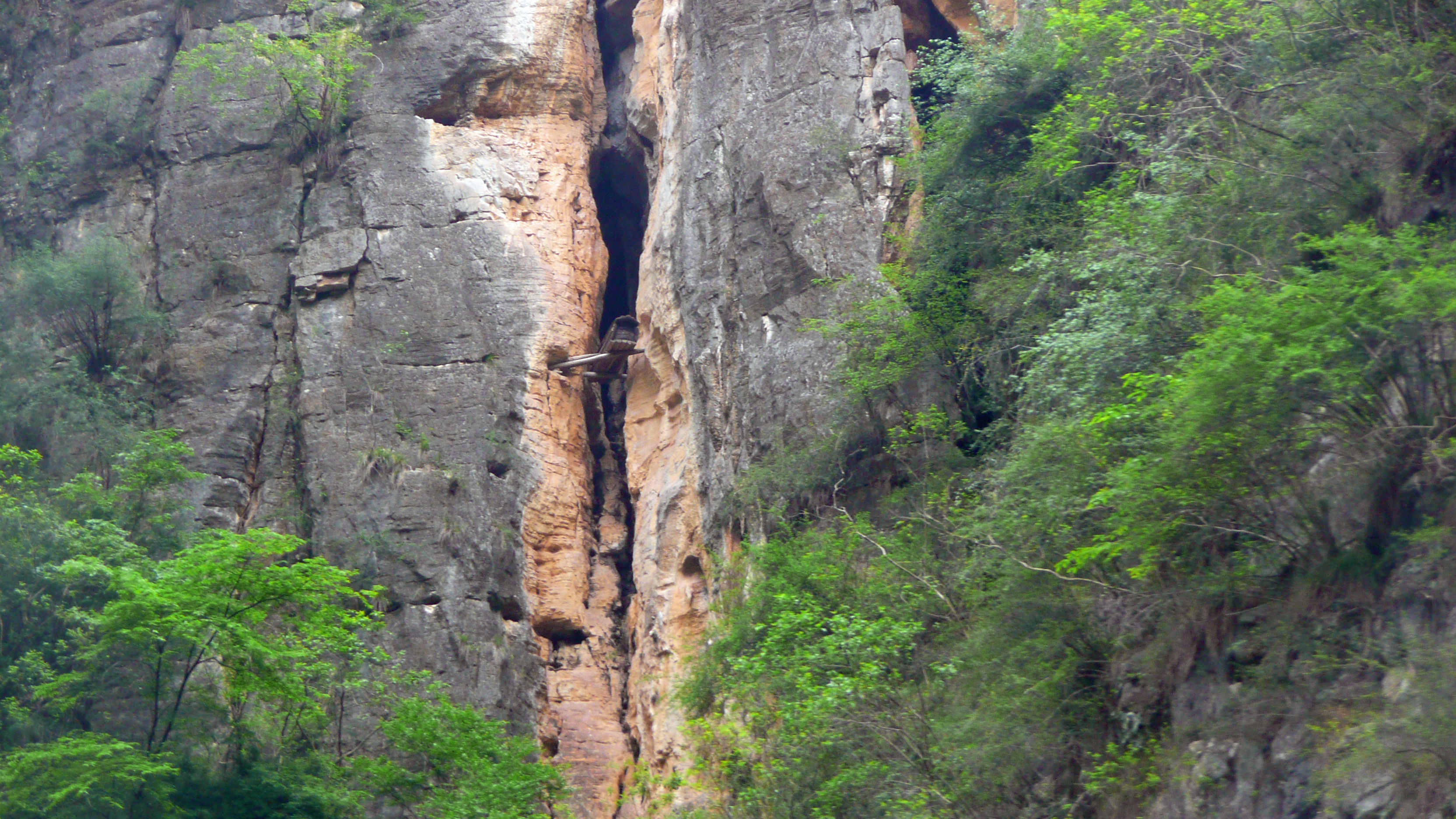
Függesztett koporsók Shennong Xiben, Hupej tartományban

Vannak, akik egyszerűen úgy tartják, hogy a folyók szelte szorosoknál megvárták a dagályt és csónakkal odaeveztek. A kutatók szerint a koporsók felfüggesztésének módja területenként más és más volt, alkalmazkodva az adott környezethez. Valahol állványozást csináltak és azon keresztül vitték fel, majd a sziklahasadékba helyezték bele, melyeket később már maguk vájtak ki. Egy másik módszer az volt, hogy néhány embert felküldtek, akik köteleket rögzítettek ki és alul állók arra ráerősítették a koporsót, majd a felül állók onnan felhúzták, s ott biztosították ki kő-, vagy fatámasztékkal.
Az eddig tanulmányozott temetkezési helyek Doushanguanban, a Long-Ma völgyben, vagy Csan-ganban vannak, de a hegyek között minden bizonnyal több száz ilyen temető van.
A kutatók szerint az ilyen jellegű temetkezéseknek részben spirituális, részben gyakorlati jelentőségük volt. A sziklák a mennyország felé vezető lépcsők lehettek a bók hitében, így az elhunytakat magasra kellett helyezni, hogy lelkük minél közelebb kerüljön a mennyekhez. Minden egyes koporsó, mely egy sziklán áll, egy-egy lépcsőfok az égi mennyországba. A gyakorlatban a magasság miatt a halottakhoz nem fértek hozzá a vadállatok vagy az ellenség.
Hasonló temetkezési módszerek voltak a Fülöp-szigeteken, de az ottani függő koporsók könnyebben elérhetők.
Kínának mintegy ötven kisebbsége van a hanok mellett, akik az ország lakosságának döntő többségét képezik. Ebből huszonnégy él Yunnanban.
A bókat az újkor környékén pusztították el a Ming-dinasztia idejében. A bók sokáig ellenállhattak a Ming terjeszkedéseknek, de nem ők voltak az egyetlen nép, mely áldozatául esett a kínai expanziónak, mely vagy kiirtott, vagy asszimilált népeket. Kubiláj kán idejében mongol uralom alá jutottak, de párhuzamosan a kínai mongol uralom megdöntése után ők is felszabadultak. Ezután a kínai terjeszkedéssel kellett szembenézniük.
A Ming-dinasztia idején a kínaiak rendszeresen megtámadták a bó népet. A támadók ellen két erődöt építettek ki. Az egyik Szecsuanban volt, mely még ma is megtalálható: a Ling-Csu, azaz az Égi-vár Ide a harcok alatt az emberek bemenekültek javaikkal és ebben a mentsvárban vészelték át a kínai és egyéb népek támadásait.
Nagyjából a középkor vége táján a Ling-Csu erőd elesett, s a bókat délre, Yunnanba szorították. A kis bó nép nem bírta sokáig tartani magát a hatalmas kínai seregekkel szemben és elvérzett.
A késő 16. században a yunnani Csoszin-hegyen épült erődítményt a Ming seregek szorosan körbevették és hosszú ideig ostromolták. A kínaiak egy ideig vártak, amíg eljött a bók kultikus ünnepe. Ilyenkor a bók nagy mulatságokat tartottak, állandó táncban és zenében teltek el a napjaik, s rengeteget ittak. Ekkor a kínaiak támadásba lendültek a hegyszoros minden oldaláról, lerohanva a Csoszin várat. Itt ekkor negyvenezer bót mészároltak le és további ezrek estek áldozatul az etnikai tisztogatásoknak.
A bók maradéka beolvadt a kínaiakba és ma már csak koporsóik őrzik emléküket.
A bók ugyan megszűntek önálló népként létezni, de leszármazottaik minden kétséget kizáróan élnek és talán őrzik hagyományaikat. Számos versike és legenda maradt fenn róluk a mai napig, mely ezt a feltételezést látszik alátámasztani. Létezik egy olyan történet a csoszin-hegyi mészárlásról, miszerint a kínaiak már majdnem minden bót meggyilkoltak és véres tettükön tébolyult örömben törtek ki, mikor meglátták, hogy a bó vezér és még két embere életben van. A kínaiak mérhetetlenül dühbe gurultak és kijelentették, addig nem nyugszanak, amíg az utolsó embert ki nem irtják, mert akkor aratnak csak igazi győzelmet. A vezér ellenben fogta két emberét, akik még életben voltak és elrepült velük. Az ő leszármazottaik ma a bó nép utolsó képviselői a monda szerint.
A kutatók hallottak arról, hogy néhányan titokban istentiszteleteket tartanak Yunnanban, ahol csak férfiak vehetnek részt. Ezeknek a szertartásoknak a jellegéről senki nem tud semmit és azt sem, hogy miféle.
A Ling-Csu erőd maradványainál, amit sűrűn benőtt a növényzet, minden év június 19-én emberek zarándokolnak titokban és gyertyákat gyújtva imádkoznak, így emlékezve az Égi-kastély elestéről, mely talán június 19-én következhetett be. Állítólag voltak, vagy vannak olyan emberek, akik sokáig bó szokás szerint, a sziklákra függesztve temették el halottaikat. A temetők környékén azonban már csak néhány falusi él, akik ritkán, vagy egyáltalán nem beszélnek a koporsók és a vidék évszázadokkal korábbi történetéről.
A Ling-Csu mögötti fennsíkon – ahol hagyományos, hétköznapi lakóhelyük volt a szecsuani bóknak –, lakik egy ember, aki a környéken talált bó házak köveiből építette fel házát és az ott talált mindennapi élethez szükséges tárgyakat (őrlőkövet, szerszámokat) és az akkori kutak, források vizét használja, értékes forrásanyagot biztosítva ezzel a kutatóknak, mely annál jobban segíti a bó nép történelmének és hagyományainak rekonstruálását. A bók agrárkultúrája is színvonalas volt. A tömegsírokban megtalált szövetfoszlányok egyértelműen mutatják, hogy ismerték a selyemhernyót és kiváló minőségű selymet, illetve vásznat tudtak készíteni.
Az emberek azonban szemérmesen hallgatnak múltjukról és szokásaikról. Nem mernek beszélni róla, mert félnek a helybeli han-kínaiak rasszizmusától és megvetésétől. Különösen nagy veszélynek a kommunista diktatúra idejében voltak kitéve, mely minden, Kína területén levő vallást és népszokást betegesen meg akart semmisíteni, mint a régi átkosnak nevezett kapitalista világ hagyatékát.